# Дудешть (Бреїла)
Дудешть, Дудешті (рум. Dudești) — село у повіті Бреїла в Румунії. Адміністративний центр комуни Дудешть.
Село розташоване на відстані 116 км на північний схід від Бухареста, 58 км на південний захід від Бреїли, 124 км на північний захід від Констанци, 75 км на південний захід від Галаца.

## Населення
За даними перепису населення 2002 року у селі проживали 1786 осіб.
Національний склад населення села:
| Національність | Кількість осіб | Відсоток |
| -------------- | -------------- | -------- |
| румуни         | 1723           | 96,5%    |
| цигани         | 63             | 3,5%     |

Рідною мовою назвали:
| Мова      | Кількість осіб | Відсоток |
| --------- | -------------- | -------- |
| румунська | 1766           | 98,9%    |
| циганська | 20             | 1,1%     |